# 阿爾貝納半島

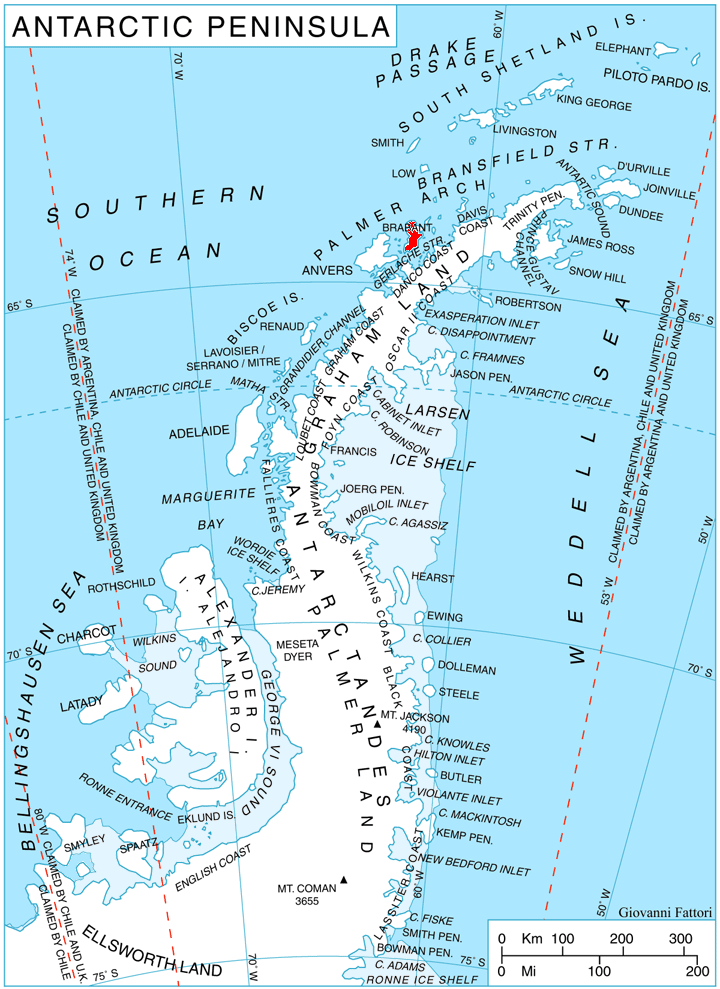

阿爾貝納半島是南極洲的半島，位於帕默群島的布拉班特島最東端，長13公里、寬9公里，該半島首次在1980年由英國繪製的地圖上標示。

## 外部連結
- Albena Peninsula. （页面存档备份，存于） SCAR Composite Gazetteer of Antarctica.